# 贝尔 (匈牙利)
贝尔，是匈牙利诺格拉德州所辖的一个村。总面积25.49平方公里，总人口393，人口密度15.4人/平方公里（2011年1月1日）。